# Ponta do Arrife
A Ponta do Arrife é um promontório português localizado na freguesia das Lajes, concelho das Lajes do Pico, ilha do Pico, arquipélago dos Açores.
Esta formação geológica localiza-se entre a Ponta dos Biscoitos e a Ponta da Queimada.